# Fiães (Melgaço)
Fiães ist eine Gemeinde (Freguesia) im nordportugiesischen Kreis Melgaço.

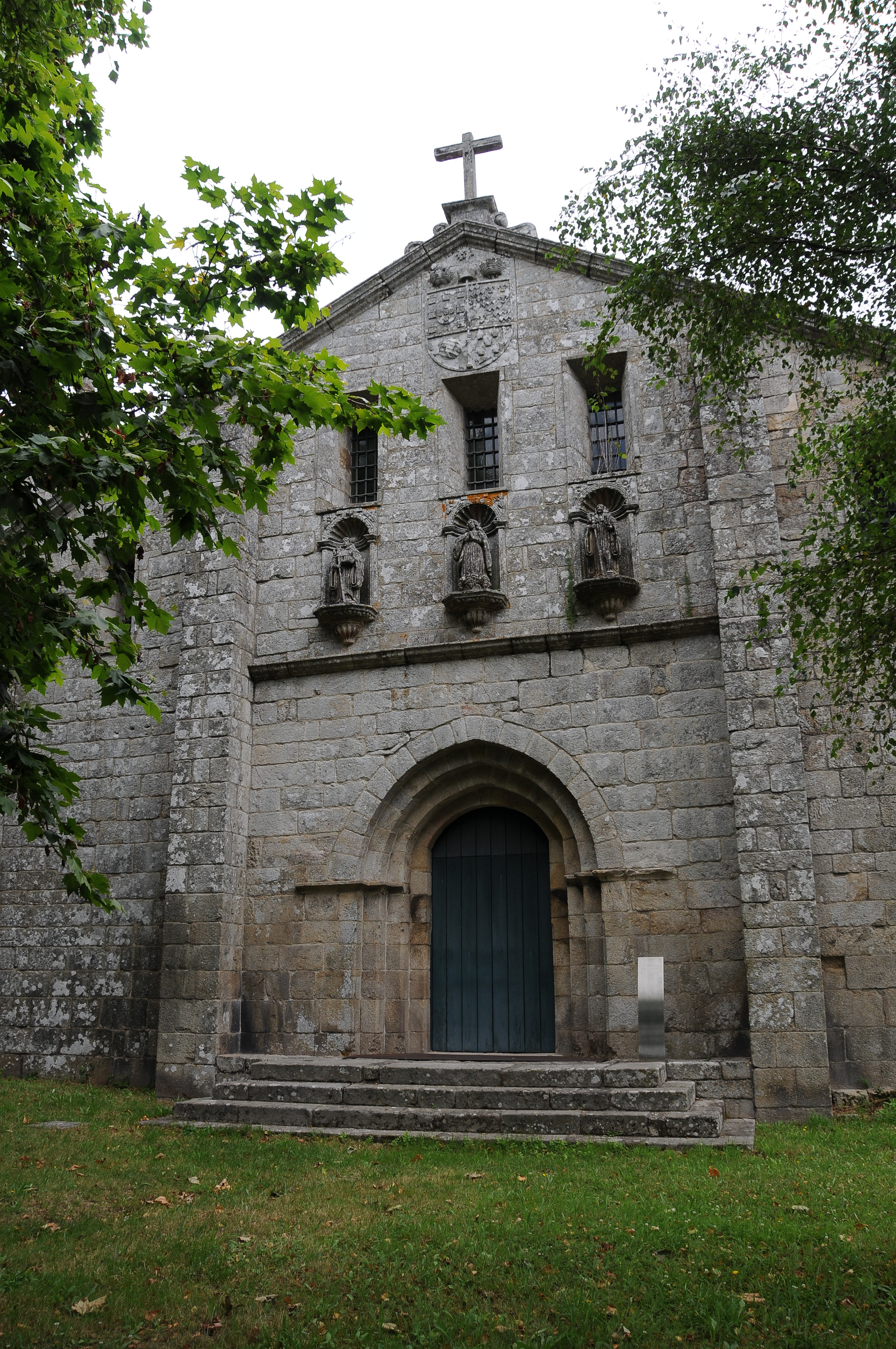
Kirche von Fiães

 In ihr leben 146 Einwohner (Stand 19. April 2021).